# 格雷斯 (密西西比州)
格雷斯（英語：Grace）是位於美國密西西比州伊薩奎納縣的普查規定居民點。

## 人口
根據2020年美國人口普查的數據，格雷斯的面積為12.45平方千米，皆為陸地。當地共有人口77人，而人口密度為每平方千米6.18人。